# Mission militaire française au Japon (1884-1889)
Pour les articles homonymes, voir Mission militaire française au Japon.
 (novembre 2012).

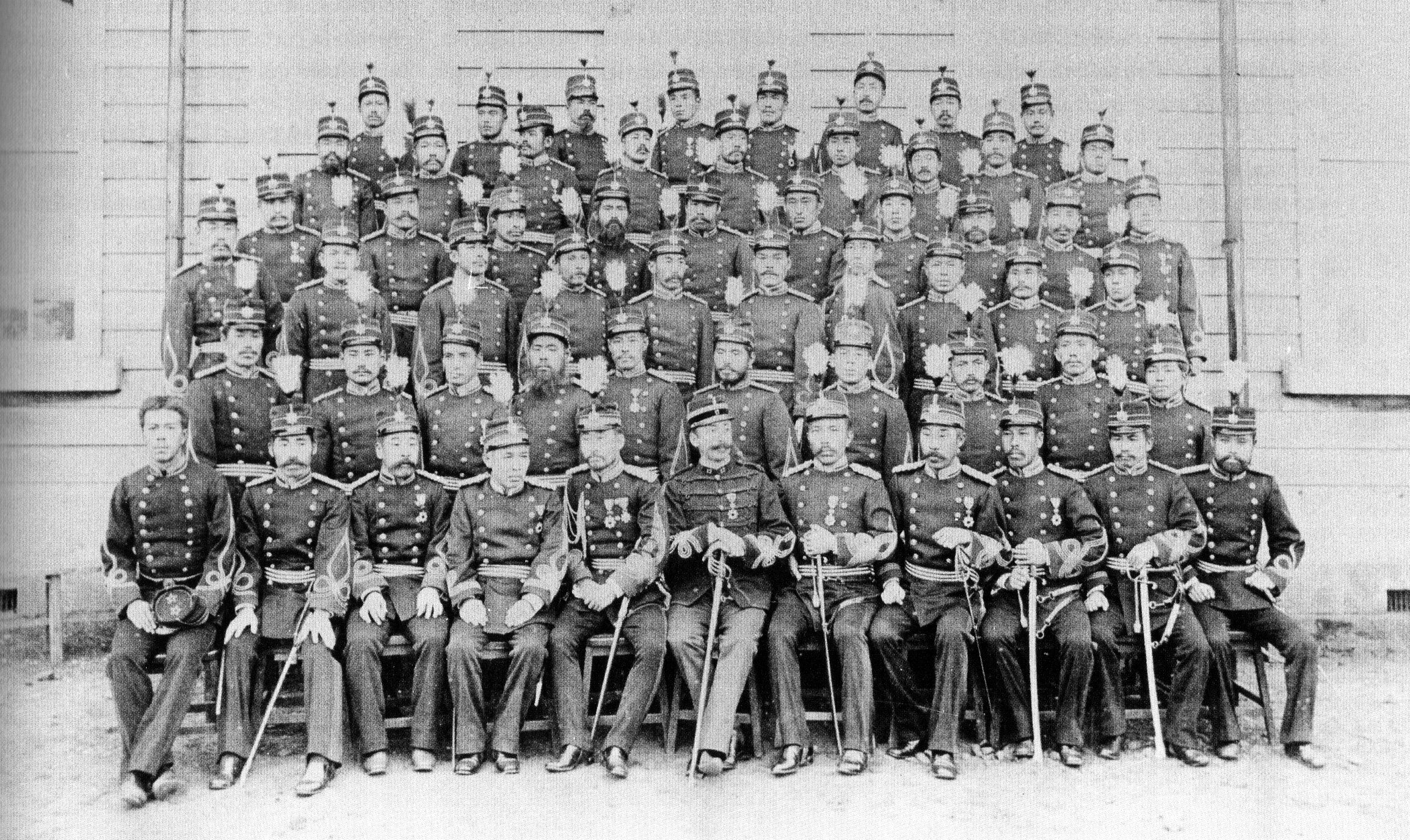
Le capitaine Étienne de Villaret (premier rang au centre), de la troisième mission militaire française au Japon avec ses étudiants officiers de l'Académie de l'Armée impériale japonaise d'Ichigaya.

La mission militaire française au Japon de 1884, troisième mission militaire française dans ce pays, est composée de cinq hommes.

## Historique
Elle succède à deux autres missions, la première mission militaire française au Japon (1867-1868), et la deuxième mission militaire française au Japon (1872–1880), qui a joué un rôle considérable dans la formation de la nouvelle armée impériale japonaise
La France envoie l'amiral Henri Rieunier, commandant la division navale des mers de Chine et du Japon, à bord du cuirassé Turenne pour une mission diplomatique dans l'Empire du Soleil levant de 1885 à 1887, le seul officier général français présent sur le sol nippon.
De 1886 à 1889, le Japon se tourne progressivement vers l'Allemagne comme exemple militaire et, en parallèle à la mission française, invite deux officiers allemands (en particulier Jacob Meckel) chargés de la réforme de l’État-major général japonais.
En contrepartie, la France gagne une influence considérable sur la marine impériale japonaise, avec l'envoi de l'ingénieur Louis-Émile Bertin.

## Référence
- (en) Cet article est partiellement ou en totalité issu de l’article de Wikipédia en anglais intitulé « French military mission to Japan (1918–19) » (voir la liste des auteurs).